# コプト典礼カトリック教会
コプト典礼カトリック教会（アラビア語: الكنيسة القبطية الكاثوليكية ; ラテン語: Ecclesia Catholica Coptorum 英語: Coptic Catholic Church）は東方典礼カトリック教会の特定教会の一つ（英語）。アレクサンドリア典礼を用いるキリスト教の一派。カトリック教会とフル・コミュニオンの関係にあり、典礼にコプト語を用いる。なお、同じ典礼を用いるエチオピア・カトリック教会およびエリトリア・カトリック教会はゲエズ語を使用している。総大司教座はエジプト聖母大聖堂に置かれ（カイロ郊外ナスル・シティ）、現在のアレクサンドリア総大司教はイブラヒム・イサーク・シドラクである（在位：2013年 - ）。2017年時点の信徒数は18万7320名。

## 歴史

### 成立
17世紀、フランシスコ会を中心にエジプトにカトリックの宣教師が訪れ始めた。1630年、カプチン・フランシスコ修道会のカイロ支部が成立した。1675年にはイエズス会も到来した。一方で1713年、コプト正教会のアレクサンドリア総主教がローマ教皇に従ったが、この教会合同は1442年の時と同様に長続きしなかった。
1741年、イェルサレム出身のコプト正教会聖職者アンバ・アタナシウスがカトリックに改宗した。1781年、彼はローマ教皇ベネディクトゥス14世により、2000人に満たないエジプトのコプト典礼カトリック教徒のための使徒座代理に任じられた。しかしその後、アタナシウスはコプト正教会に戻っていったため、別の人物が使徒座代理を引き継いだ。

### 総大司教庁
オスマン帝国のエジプト総督がコプト典礼カトリック教会のためのカトリック総大司教設置を望んでいる、という認識に基づき、教皇レオ12世はアレクサンドリア総大司教庁をアレッポ使徒座代理区から分離する形で設立した。ただしこれは名ばかりの存在だった。1829年、オスマン帝国はコプト典礼カトリック教徒が自身の教会を持つことを認めた。
エジプトでの信者拡大を受けて、1895年にレオ13世がカトリック総大司教座を再建した。彼はまず使徒座代理にキュリロス・マカリロス司教を就けた。マカリロスは教会会議を開き、いくつかのラテン典礼を導入した。1899年、レオ13世はマカリロスをコプト人のためのアレクサンドリア総大司教に任じ、キュリロス2世の称号を与えた。キュリロス2世は1908年までその地位にいた。その後、総大司教の座は長く空位状態が続き、1947年に新たな総大司教が使徒座管理者による選挙で選出された。

## 組織
コプト典礼カトリック教会は、エジプトを覆うただ一つの教会管区から成る。アレクサンドリア総大司教は唯一の府主教でもあり、その名は古代のアレクサンドリア総大司教庁を受け継いだものであるが、実際には聖座は現代エジプトの首都カイロに存在している。
総大司教の下には7人の属司教がおり、それぞれアレクサンドリア、アシュート、ギーザ、イスマイリア、ルクソール、ミニヤー、ソハーグにいる。

## 修道会
コプト典礼カトリック教会には僧院が無く、その代わりにいくつかの宗教組織が存在している。たとえば、女性信徒のコミュニティとして、聖心シスターズ、イエスとマリアのコプトシスターズ、イエスの小さなシスターズの3つがある。また男性のためのフランシスコ会コミュニティも存在している。

## 教育・保健事業
聖職者を志す者は、カイロ郊外の聖レオ総大司教神学校で教育を受ける。コプト典礼カトリック教会は100以上の教区があり、それぞれに小学校、一部は中学校がある。教会は1つの病院、いくつかの診療所や孤児院を運営している。

### 注
1. ↑  コプト語は古代エジプト語の流れをくむ言語。
2. ↑  小教区は166ヵ所（2016年時点）。